# Merefa
Merefa (in ucraino e in russo Мерефа?) è una città (21 202 abitanti) situata nel distretto di Charkiv, nell'Oblast' di Charkiv, in Ucraina. Ospita l'amministrazione della comunità territoriale di Merefa, una delle comunità territoriali dell'Ucraina.
Merefa fu fondata nel 1595.